# فريدريك مولر (لاعب كرة قدم)
فريدريك مولر (بالدنماركية: Frederik Møller)‏ (8 يوليو 1993 بالدنمارك - ) هو مدرب كرة قدم ولاعب كرة قدم دانمركي في مركز الدفاع. شارك مع منتخب الدنمارك تحت 17 سنة لكرة القدم ومنتخب الدنمارك تحت 19 سنة لكرة القدم ومنتخب الدنمارك تحت 21 سنة لكرة القدم. أما مع النوادي، فقد لعب مع نادي ميتييلاند ونادي هورسينس وHobro IK ‏.

## وصلات خارجية
- فريدريك مولر على موقع قاعدة بيانات كرة القدم.إي يو (الإنجليزية)
- فريدريك مولر على موقع Soccerway.com (الإنجليزية)
- فريدريك مولر على موقع AS.com (الإسبانية)